# Орфанска кула
Орфанската, Гоматската или Светиатанасийската кула (на гръцки: Πύργος Ορφανού, Πύργος Γοματίου, Πύργος Αγίου Αθανασίου) е средновековна отбранителна кула, разположена край халкидическото село Гомати.

## Местоположение
Кулата е разположена в подножието на хълма Пайвуни, част от планината Какавос, на 4 km западно от Гомати, на мястото, където до земетресението от 1932 година е било разположено селището.

## История
Кулата вероятно е построена в началото на XV век, когато Гомати е собственост на Великата Лавра или малко по-рано в XIV век. Вероятно е разрушена от земетресението в 1932 година.

## Описание
Като архитектура кулата прилича на Санската кула. Размерите ѝ са около 7 на 6 m. Максималната височина на запазените части достига 7 m. Сградата е била триетажна с височина около 10 m. В средата на относително по-добре запазената западна стена има 1,5 m отвор, който е бил входът. При този тип кули входът е издигнат на 5-6 метра от земята и до него се стига със сгъваема стълба.